# Hylia prasina
La hilia verde (Hylia prasina) es una especie de ave paseriforme propia del África tropical. Es la única especie del género Hylia. Su clasificación al nivel de familia todavía es incierta. Es un pájaro insectívoro que habita principalmente en el sotobosque y el estrato medio del bosque.

## Taxonomía
Hylia prasina es un paseriforme de un género monotípico lo que demuestra la dificultad de situarlo en el árbol filogenético. Se ha intentado revelar las relaciones de Hylia con otros géneros comparando secuencias de ADN, características anatómicás e incluso etológicas. Ninguno de estos estudios ha probado la suficiente proximidad para una clasificación definitiva de la hilia verde.
La hilia verde pertenece al orden Passeriformes y a la superfamilia Sylvioidae, pero su clasificación a nivel de familia se encuentra en disputa. Hay clasificaciones que la atribuyen a las familias Cettiidae o Scotocercidae, y se la ha incluido en los géneros Scotocerca, Erythrocercus, Tesia, Cettia y Abroscopus. La investigación genética de los indels no demuestra una fuerte relación de Hylia y los miembros de Cettiidae.
Anatómicamente, la hilia verde tiene similitudes con los suimangas y las currucas y mosquiteros. Entre las características que comparte con los suimangas son un largo hueso hioides con cuernos epibranquiales aplanados, la punta de la lengua en forma de cepillo y membranas que cubren las narinas. La principal similitud con las currucas es su coliración. Se ha estudiado la relación entre Hylia y Phylloscopus pero se ha encontrado poca proximidad. También se estudió la relación entre Hylia y Aegithalidae con resultados similares. Los estudios también han descartado la cercanía con Nectariniidae, Estrildidae y Meliphagidae.
Se ha demostrado un cercano parentesco entre Hylia y Pholidornis, en estudios de ADN mitocondrial y anatómicos. Por ello se ha propuesto que ambos géneros se sitúen el la familia ‘Hyliidae’, estando pendiente de más pruebas. Es probable que la hilia verde y otros especies próximas tengan una posición incierta en el árbol filogenético como resultado de la rápida radiación de las familias en Sylvioidea.

## Descripción
La hilia verde es un pájaro pequeño que pesa unos 14 g aproximadamente. El plumaje de sus partes superiores es de color verde oliváceo y presenta una larga lista superciliar blanca. Tiene el iris de color castaño oscuro, el pico negro relativamente largo y robusto, y las patas verdes oliváceas. No presenta diferencias notables de coloración entre géneros, aunque los machos normalmente son más grandes.
Existen dos subespecies: H. p. prasina and H. p. poensis, que se diferencian en el color de las partes inferiores. H. p. prasina tiene la barbilla y la garganta verde oliváceas y el vientre grisáceo verdoso, mientras que H. p. poensis tiene la garganta y el vientre grises blanquecinos.

### Sonidos
La hilia verde emite varias llamadas diferentes, las más comunes son un silvido claro de tipo kee kee y una llamada sorda de tipo trrit trrrit. Es conocido por su reconocible canto de dos notas. Usan una llamada de alarma cuando se acercan depredadores que es corta, lo que hace más difícil al depredador localizar el lugar exacto de su procedencia.
Cuando se reproducen imitaciones de su canto los machos reaccionan con más fuerza a las notas largas. Los análisis del canto de las hilias verdes indican que la acumulación de reverberaciones en la misma frecuencia producen colas de notas más largas y altas. Esto significa que la vegetación densa puede alterar la transmisión del canto permitiendo las señales más largas y altas, usando la misma cantidad de entergía al emitirlas. nalyses of green hylia songs indicated that a build-up of reverberations at the same frequency will lead to longer and louder note tails. This means that dense vegetation can alter birdsong transmissions to allow for a longer and louder signal, using the same amount of energy for vocalisation. El fortalecimiento del canto de la hilia verde podría ser beneficioso para la especie en relación con la defensa del territorio y la atracción de la pareja. El alargamiento de señales con anchos de banda más estrechos podría tener consecuencias beneficiosas en las reverberaciones en la transmisión del canto.
Las caractarísticas del canto varían dependiendo de la estructura del hábitat y el ambiente sonoro. Como la especie usa anchos de banda estrechos pueden pueden ajustar su frecuencia relativa a las influencias como los ruidos de los insectos para poder ser escuchados mejor. Se ha descubierto que las hilias verdes cantan a frecuencias más bajas cuando están a altitudes mayores, temperaturas más fresas y menor cobertura arbórea. Cuando el sonido de los insectos es de frecuencia baja su canto se puede acer incluso más bajo. Este comportamiento se ha interpretado como una plasticidad del comportamiento (una respuesta al ambiente específico para producir una frecuencia más clara).

## Distribución y hábitat
La hilia verde se encuentra en un amplio área de distribución en la mayor parte del África tropical. La subespecie H. p. poensis solo se encuentra en las islas del golfo de Guinea. H. p. prasina está más extendida por los bosques guineo-congoleños y puede encontrarse desde el oeste de Gambia al oeste de Kenia.
La hilia verde es un generelista común del bosque, que se ocupa los límites del bosque y los claros entre la vegetación además del interior del bosque. Su hábitat preferido es el bosque húmedo semicaducifolio principalmente intacto. El hábitat del hilia verde incluye especies vegetales como Elaeis guinensis, Celtis zenkeri, Cola gingantea, Acalypha ornata, Markhamia platycalyx, Coffea canephora, Albizia sp., Fagara macrophylla, Funtumia elastic, Pycnanthes angolensis, Musanga cecropioides y Xylopia aethiopica. Las esoecues de lianas y Scleria proporionan un hábitat sostenible ya que al enredarse entre las demás plantas proveen de materiales para anidar y comida. Los análisis de las fuentes del carbono del alimento del hilia verde indican que los insectos que consumen proceden exclusivamente de plantas C3, que son principalmente plantas forestales, y no plantas C4 como las que se encuentras en los campos de cultivo y herbazales, incluso en las que habitan en áreas del límite del bosque.

## Comportamiento
La hilia verde es un insectívoro que caza picoteando entre el follage de las copas de los árboles y el sotobosque, estando su zona de alimentación normalmente entre los 10 metros de altura. Su dieta incluye insectos como las hormigas y mariposas que estén sobre las hojas, su envés de las hojas o bajo la hojarasca del suelo. La hilia verde es una especie generalista que es capaz de sobrevivir en una gran variedad de condiciones ambientales.
Generalmente se observa a la hilia verde en solitario o en pareja. Las parejas reproductivas duermen juntas en el nido. Construyen el nido a pocos metros del suelo, en lugares como las lianas o las horquetas verticales de las palmeras. Su nido es una bola ovalada, que mide unos 150 mm de arriba abajo y unos 90 mm en los laterales, con una apertura circular de unos 20 mm en un lado de la parte superior. Sus nidos son frágiles y se desmenuzan con facilidad ya que está compuesto por fibras sin entrelazar ni compactar. El exterior está cubierto por una fina capa de tiras fibrosas cubiertas y puede ocasionalmente tener un esqueleto de hojas. El nido se diferencia de los de los suimangas porque está situado en las horquetas de la vegetación y no colgado de las ramas. Sus huevos son blancos sin características distintivas.

## Estado de conservación
En la actualidad se clasifica a la hilia verde como especie bajo preocupación menor en la UICN por el gran tamaño de su población y su amplia distribución. Sin embargo la especie se encuentra bajo la presión de la destrucción de su hábitat. Como es un generalista la hilia no es tan sensible como otras especies a las perturbaciones del hábitat, El aclarado del sotobosque y reducción de la hojarascas no afectan a sus oportunidades de alimentarse o construir nido. Se observa un declive significativo en las zonas dedicadas a las plantaciones (en contraste con las zonas taladas) donde se alteran los componentes del hábitat.
El hábitat de bosques escarpados de la hilia verde aclarado cada vez más está siendo aclarado para la producción de carbón vegetal y para transformarlos en campos de cultivo. Gran parte del sotobosque de ciertas áreas se despeja mediante técnicas de quema para convertirlos en zonas de cultivo de banana, maíz o legumbres. Estos cultivos perjudican a la hilia verde al reducir los ambientes de sotobosque. Está cuatificada la velocidad a la que está sucediento esta destrucción del hábitat. En cualquier caso no se ha observado que este tipo de aclarado haya afectado tanto a la hilia verde como a otras especies a pesar de reducir los recursos de su hábitat.